# Thore Enochsson

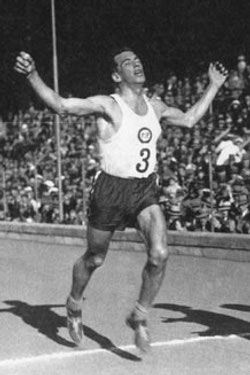
Thore Enochsson, 1933

Thore Enochsson (Thore Sixten Enochsson, später Thorhammer; * 17. November 1908 in Östersund; † 14. März 1993 in Bandhagen, Stockholm) war ein schwedischer Marathonläufer.
1933 wurde er wie im Vorjahr Schwedischer Meister. Als Zweiter bei der Italienischen Meisterschaft in Turin stellte er am 15. Oktober mit 2:40:39 h seine persönliche Bestzeit auf.
1934 gewann er bei den Leichtathletik-Europameisterschaften in Turin Silber in 2:54:36 h, und 1935 wurde er Schwedischer Vizemeister.
Bei den Olympischen Spielen 1936 in Berlin kam er auf den zehnten Platz in 2:43:12 h.
1938 und 1939 wurde er jeweils Zweiter bei der Schwedischen Meisterschaft.